# Google Chromecast
Google Chromecast es un dispositivo de reproducción audiovisual (multimedia) para dispositivos en especial televisores antiguos en red fabricado por Google. Fue anunciado de forma oficial el 24 de julio de 2013 junto a su línea de tabletas Nexus 7, en un evento en San Francisco.
Igual que el anterior Nexus Q, todos sus componentes están fabricados totalmente dentro de Estados Unidos. Básicamente es un punto de acceso Wifi, con enchufes intercambiables USB y HDMI, que una vez conectado a un televisor con entrada HDMI y configurado el navegador web Chrome desde un PC o un teléfono móvil Android, replica al televisor las páginas web que se ven; en el caso de YouTube y Netflix, éstas envían la señal de vídeo.
Google puso a disposición APIs con el fin de que cualquier reproductor de vídeo pueda interactuar con Chromecast en el futuro. A septiembre de 2020, existen un total de cuatro modelos o generaciones. El 30 de septiembre de 2020 Google presentó la cuarta generación de Chromecast que por primera vez tendrá control remoto y el sistema operativo Google TV, basado en Android TV. Además, viene en 3 nuevos colores e incluye puerto USB-C.

## Software
En este caso, el Chromecast utiliza un sistema operativo diseñado especialmente para el dispositivo, en el que se utiliza Miracast para mostrar contenido; el sistema está compuesto por las siguientes partes:
- Pantalla de inicio: esta se muestra cuando no se está enviando contenido.
- Pantalla de aplicación: esta muestra el contenido enviado.

### Funcionamiento
Con Chromecast, el dispositivo móvil se convierte en un mando a distancia personalizado. Se pueden utilizar las aplicaciones del teléfono celular para hacer búsquedas y navegar, así como para reproducir y pausar contenido, retroceder en la reproducción, controlar el volumen e incluso crear listas de reproducción. Mientras se envía contenido, se puede utilizar el teléfono para otras funciones.
El Chromecast puede ser comparable con la función "extender pantalla" de algunos sistemas operativos; esto quiere decir que en ningún momento se utiliza la memoria del Chromecast para almacenar aplicaciones. Mediante el SDK de Android, se programa junto a un app de Android o Chrome; esto quiere decir que obligatoriamente (de momento) tiene que ir acompañado de un app (para chrome o android), ya que el dispositivo no dispone de un lanzador de aplicaciones. También, Chromecast puede ser usado como pantalla inalámbrica mediante su extensión para Chrome (o basados en Chromium).

## Generaciones

### Primera Generación
Fue el primero presentado por Google, tiene el aspecto de un pendrive negro, con una salida HDMI que podía conectarse directamente al equipo o televisor o por medio de un cable corto incluido en la caja. Al principio no contaba con ninguna interfaz gráfica, a día de hoy posee un salvapantallas que se activa cuando no se usa, el salvapantallas busca fotografías en internet y las muestra junto a la hora y nombre del dispositivo. También tiene una entrada micro USB para la alimentación y un botón que no tiene otra utilidad más que la de ser reseteado tras pulsarle 25 segundos, también posee un LED que indica los diferentes estados del dispositivo. (Así pues blanco continuo quiere decir que todo funciona correctamente y blanco parpadeante quiere decir que no hay conexión a internet) Sus especificaciones son las siguientes:
Estándares de conexión inalámbrica: Wi-Fi 802.11 b/g/n (solo 802.11n a 2,4 GHz). Físicamente pesa 34 gramos, sus medidas son 72 mm (largo) x 35 mm (ancho) x 12 mm (alto). Su máxima resolución de pantalla es 1080p a 60 Hz admite los siguientes tipos de seguridad de conexión inalámbrica: WEP, WPA/WPA2 y los siguientes estándares de conexión: Wi-Fi 802.11 b/g/n (solo 802.11 n a 2,4 GHz) Cuenta con 512MB de RAM DDR3 y con 2GB de memoria interna: aquí hay bastante incertidumbre, Google no ha dado información y depende de la fuente de información mencionan 2 o 4GB y en frecuencia de reloj del procesador la poca información detalla que se trata de un chip a 700 MHz Single Core.
En noviembre de 2022, fue la última vez que recibió la actualización de su firmware. En 2023, Google confirmó que dejaría de ofrecer soporte para esta generación, por lo tanto, también dejó de recibir actualizaciones.

### Segunda Generación
La segunda generación fue lanzada dos años después, en 2015. Su diseño exterior ha sufrido un gran cambio es un disco circular un poco más grande que los UMD. Además ya no está inscrito el nombre "Chrome" ahora en vez de eso está integrado su logotipo en 3D. El HDMI ya no está integrado sino que ahora sale un cable y en el extremo la denominada clavija. Repite en entrada micro USB, el LED, y el botón de reset. 
En el interior hallamos un procesador nuevo: dual core a 1,3 GHz. También encontramos 512MB de RAM y 256MB de almacenamiento flash. Pesa 39 gramos. Sus estándares de conexión son 802.11 b/g/n/ac Wi-Fi (2,4 GHz / 5 GHz) añadiendo aquí los 5 GHz. Admite seguridad WEP, WPA/WPA2. Cuenta con interfaz desde el principio.

### Tercera Generación: Ultra
Con la llegada de la resolución 4K a las emisiones de televisión a través de Internet en plataformas como Netflix o Wuaki TV, se crea la necesidad de sacar al mercado un nuevo dispositivo, el Chromecast Ultra, que además de soportar esta resolución, mejora la transferencia de datos y por tanto, los tiempos de carga de los vídeos, y la respuesta en general del aparato.
Se estrenó en Europa en noviembre de 2016 a un precio de 79€, mientras que semanas antes en Estados Unidos salió a la venta en $69.

### Cuarta Generación
El 30 de septiembre de 2020 Google lanzó la cuarta generación de Chromecast, que por primera vez incluye un control remoto en el que integra el asistente de voz de Google, accesos directos a Netflix y YouTube, botones para controlar funciones básicas del televisor, home theater y barras de sonido como encendido y apagado, volumen y selección de entradas del dispositivo a controlar y tendrá el sistema operativo Google TV (no confundir con el predecesor de Android TV), que es una interfaz de Android TV personalizada por Google. Además, viene en 3 nuevos colores (Azul, Blanco y Rosa) e incluye puerto USB-C. Esta nueva generación de Chromecast, además de soportar resolución 4K, también tiene soporte para Dolby Vision y Dolby Atmos.
El nombre oficial de esta generación es: "Chromecast with Google TV" (USA/México) o "Chromecast con Google TV" (España y América Latina) siendo el primero en ya no tener el nombre "Google Chromecast" y el primer dispositivo en tener el sistema Google TV, el cual sustituirá a Android TV en los siguientes años.
Recientemente, Google lanzó una versión del Chromecast cuarta generación pero que cuenta con resolución 1080p y es compatible con el codec de video AV1.

## Chromecast Audio: Primera Generación
El Chromecast Audio es un dispositivo exteriormente igual que el Chromecast segunda generación e interiormente añade un chip de procesamiento de sonido. Este Chromecast no puede hacer streaming de video, solamente puede hacer streaming de audio. No posee conector HDMI ni ningún tipo de interfaz de salida de vídeo, su única salida es un Jack de 3,5" y en el interior de este una salida de audio óptico.[cita requerida]

## Contenido y programación
En España y toda Latinoamérica, los usuarios pueden acceder a canales de los siguientes operadores: Orange TV, Paramount+, Netflix, Flow, Amazon Prime Video, Disney+, Star+, HBO Max, TCC Vivo, YouTube, Google Play Movies, Movistar Play, DirecTV Go, Blim, Crunchyroll, Pluto TV, Rakuten TV, Spotify, Deezer, YouTube Music, Amazon Music, entre otros. Además, también es posible descargar juegos mediante Google Play Store.